# Silence (Sonata Arctica)
Silence is het tweede studioalbum van de Finse powermetalband Sonata Arctica. 
Het is een mix van gevoelige ballads en stevige metalsongs. 

## Tracklist
1. ...Of Silence
2. Weballergy
3. False News Travel Fast
4. The End Of This Chapter
5. Black Sheep
6. Land Of The Free
7. Last Drop Falls
8. San Sebastian (Revisited)
9. Sing In Silence
10. Revontulet
11. Tallulah
12. Wolf & Raven
13. Respect The Wilderness (Japanse bonus track)
14. The Power of One